# ФК Камени Ашања
Фудбалски клуб Камени је фудбалски клуб из Ашање, Општина Пећинци, Србија. Такмичи се у Међуопштинској лиги Срем-исток.

## Историја
Фудбалски клуб Камени из Ашање основан је давне 1946. године након завршетка Другог светског рата. Име је добио по народном хероју Влади Обрадовићу Каменом који је учествовао у одбрани села од Немаца. Споменик Каменом са његовим ликом налази се у центру Ашање, а такође и обданиште у Ашањи носи име по њему. 
Многе генерације су носиле дрес са грбом ФК Камени из Ашање. Становници Ашање су имали прилику да кроз историју клуба прате утакмице на два терена. Први терен се налазио близу центра села, у Гвозденовој улици, али је након извесног времена премештен на улаз у село где се и данас налази. Hајвећи успех је забележен 90-их година када се клуб победом у Купинову од 1:2 (стрелци Балабан Милан и Радојчић Зоран) против домаће Младости пласирао у Српску лигу где је провео само једну сезону, а након тога 7 година провео у нижем рангу такмичења. 2005. године клуб је опет успео да се пласира у виши ранг такмичења, где се задржао две сезоне. 2009.година је коначно донела поново нешто лепо за клуб, и почетком августа месеца клуб је почео такмичење у Општинској лиги Пећинци. 2010. год. је уз помоћ спонзора ушао у 1. Сремсқу лигу.
Неки од познатијих играча који су поникли у овом клубу су:Огњен Короман, Владимир Богдановић, Бојан Драгаш, Неђа Шобић, Вељко Тришић, Дејан Гавриловић, Марко Мицковић... Треба напоменути да је по окончању каријере дрес каменог носио бивши фудбалер Партизана Никица Клинчарски и да је тренер био Бора Дукић.